# 테이아 (천체)
테이아(영어: Theia) 또는 오르페우스는 거대충돌 가설에서 등장하는 가상의 행성으로, 약 45.1억 년 전 초기 태양계에서 "가이아"(초기 지구)와 충돌하였다고 여겨진다. 이 가설에 따르면, 테이아는 지름 6,000 km로 화성 정도 크기의 지구 트로이군이었다.
테이아 가설을 채용하면, 지구가 자신의 크기에 비해서 핵이 큰 이유 또한 테이아의 핵과 맨틀이 지구의 핵과 맨틀에 합쳐졌다고 함으로서 설명할 수 있다.
2016년, 지질학자 애드워드 영은 아폴로 12호, 15호, 17호에서 채취한 표본을 분석함을 통해 테이아가 지구와 정면으로 충돌했을 가능성을 제기하였고, 이는 테이아와 가이아가 비스듬히 충돌하였다는 기존의 이론과 다른 것이다. 테이아와 가이아가 충돌한 후, 테이아의 파편들은 초기 지구의 주변으로 모여들어 초기 달을 형성하였다고 여겨지고 있다(몇몇 과학자들은 테이아의 파편이 원래는 위성 두 개를 형성하였다가 위성 한 개로 합쳐져 오늘날의 달이 되었다고도 추측한다). 또한 두 천체가 정면으로 충돌함을 통해, 두 천체의 구성 물질이 완전히 섞였을 가능성 또한 같이 제기되었다.

## 궤도
테이아는 지구와 태양 사이의 L4 또는 L5 위치에 있었을 것이라고 추정되고 있고, 이 경우에는 테이아가 잠재적으로 화성 크기까지 성장할 수 있다. 이후 목성이나 금성의 궤도 섭동 현상이 테이아의 궤도를 지구와 충돌하게끔 만들었다고 여겨지고 있다.

## 이름
테이아는 그리스 신화에 등장하는 달의 여신 셀레네의 어머니 티탄 테이아의 이름을 따서 지어졌고, 이는 테이아의 충돌로 인해 달이 생성된 사건과 유사하다.

## 충돌
거대충돌 가설에 따르면,

지구와 테이아의 충돌 과정에 대한 애니메이션.

- 테이아는 지구와 태양의 L4 또는 L5 위치에서 지구와의 거리를 안정적으로 유지하면서 태양 주위를 공전하였을 것이다.
- 하지만 목성이나 금성의 섭동 현상에 의하여 중력 평형이 깨지고, 테이아와 지구가 충돌하게끔 되었다.

기존의 가설은 테이아와 지구가 비스듬히 충돌하여 차후 달을 형성하는 많은 파편을 생기도록 만들었다는 것이고, 테이아가 지구와 정면으로 충돌할 경우에는 두 행성 모두 파괴되어 금성과 화성 사이에 소행성대가 형성되었을 것이라고 생각되었었다.
이와 대조적으로, 2016년 1월에 발표된 자료에서는 테이아의 물질이 지구와 달 둘 모두에서 발견된다는 점에서 충돌 과정이 정면충돌이었을 가능성을 제기했다.

## 거대충돌 가설
근대 천문학 초기부터, 달의 형성에 관한 네 가지의 이론이 제기되었고, 각각의 이론은 다음과 같다.
1. 한 천체가 지구와 달로 갈라졌다
2. (외행성들의 대부분의 위성처럼) 지구가 지나가던 달을 중력으로 잡았다
3. 지구와 달은 원시 행성계 원반에서 동시에 강착되었다
4. 거대충돌 가설 (테이아 이론)

아폴로 계획에서 채취한 월석 표본들의 구성 성분은 지구의 지각과 매우 유사하였고, 따라서 달이 어떤 "격한" 사건으로 인하여 지구로부터 떨어져 나갔다는 이론이 현재로서는 타당한 것으로 보인다.

## 같이 보기
- 시네스티아